# 22 (عدد)
22 (اثنان وعشرون) هو عدد صحيح  يلي العدد 21 ويسبق العدد 23 وهو عدد طبيعي موجب زوجي.